# Cartesianismo

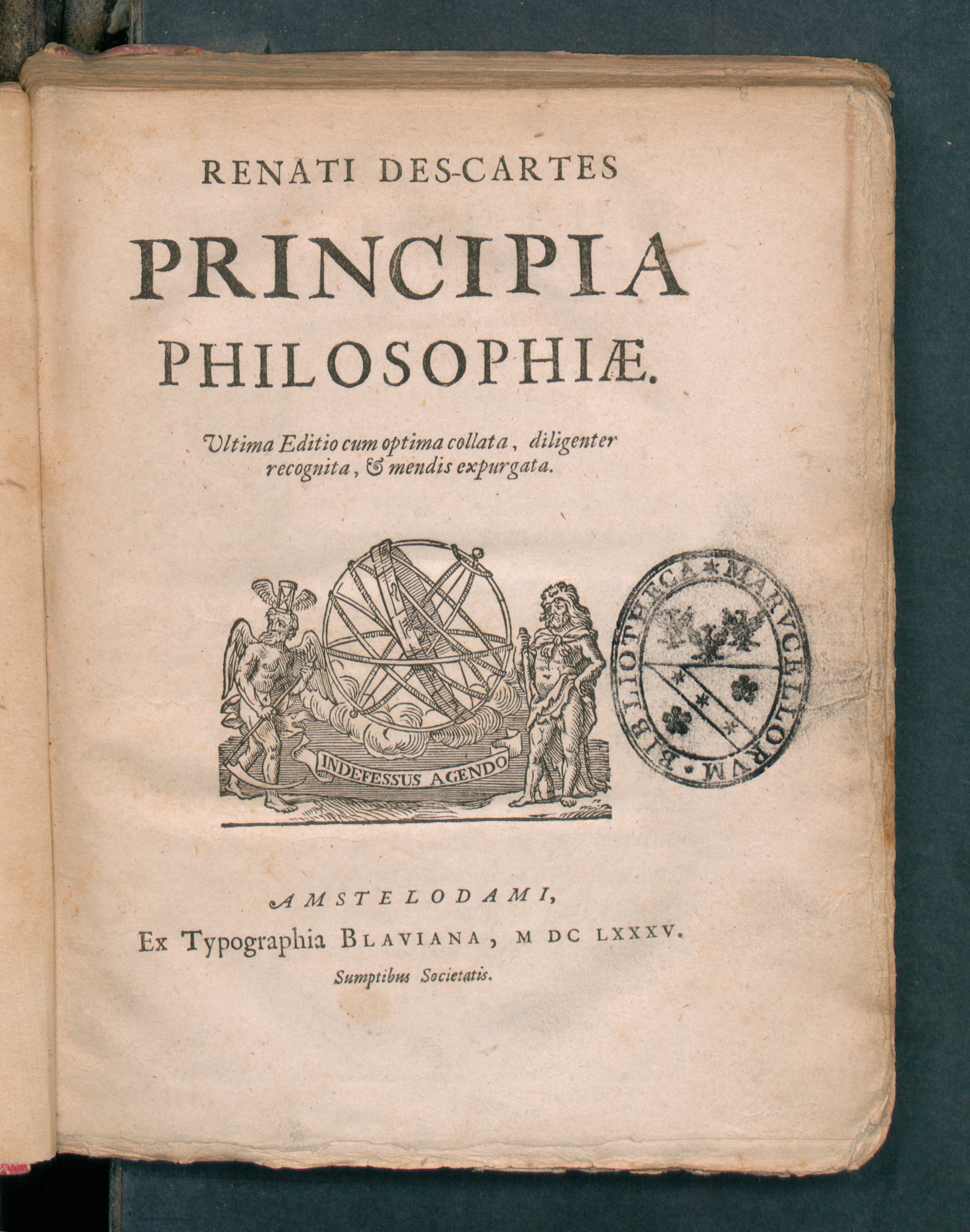
Principia philosophiae, 1685

O cartesianismo é um movimento intelectual suscitado pelo pensamento filosófico de René Descartes (Cartesius) durante os séculos XVII e XVIII. Descartes é comumente considerado como o primeiro pensador a enfatizar o uso da razão para desenvolver as ciências naturais. Para ele, a filosofia era um sistema de pensamento que encarna todo o conhecimento. Para os cartesianos, a mente está totalmente separada do corpo físico. A sensação e percepção da realidade são pensados como fontes de mentiras e ilusões, com as únicas verdades confiáveis para se ter na existência de uma mente centrada na metafísica. Tal mente pode eventualmente interagir com um corpo físico, contudo isso não existe no plano físico do corpo. O termo "cartesianismo" é utilizado para designar coisas aparentadas, mas distintas:
1. A filosofia de René Descartes;
2. A filosofia influenciada por Descartes, principalmente ao que se convencionou chamar de racionalismo dos séculos XVII e XVIII;
3. A característica fundamental da filosofia moderna - o foco na subjetividade;
4. A epistemologia fundacionalista que busca refutar o ceticismo hiperbólico (também chamado de ceticismo cartesiano);
5. O dualismo corpo-mente;
6. A epistemologia que separa a mente do mundo (uma das principais críticas da filosofia analítica à filosofia moderna).

## Cartesianos notáveis
- Antoine Arnauld[3]
- Balthasar Bekker[3]
- Johannes Clauberg[3]
- Michelangelo Fardella[3]
- Antoine Le Grand[3]
- Adriaan Hereboord[3]
- Pierre-Sylvain Régis[3]
- Henricus Regius[3]
- Jacques Rohault[3]
- Christopher Wittich[3]
- Edmond Pourchot
- François Poulain de la Barre